# Rosasiet
Het mineraal rosasiet is een koper-zink-carbonaat met de chemische formule (Cu,Zn)2(CO3)(OH)2.

## Eigenschappen
Het doorzichtig tot doorschijnend blauwgroene of hemelsblauwe rosasiet heeft een glas- tot zijdeglans, een lichtblauwe streepkleur en de splijting is perfect volgens de kristalvlakken [100] en [010]. Rosasiet heeft een gemiddelde dichtheid van 4,09 en de hardheid is 4. Het kristalstelsel is monoklien en het mineraal is niet radioactief.

## Naamgeving
Het mineraal rosasiet is genoemd naar de Rosas mijn op Sardinië, waar het mineraal voor het eerst beschreven werd.

## Voorkomen
Rosasiet is een mineraal dat gevormd wordt in carbonaathoudende koper-afzettingen. De typelocatie is de Rosas mijn, Narcao, Cagliari, Sardinië, Italië. Het wordt ook gevonden in Gleeson, Cochise county, Arizona, Verenigde Staten.